# Wha’ppen
Wha'ppen – drugi album brytyjskiego zespołu The Beat. Został nagrany w 1981 i wydany w lipcu tego samego roku przez wytwórnię Go-Feet (w USA przez Sire, I.R.S. w tym samym roku jako The English Beat). Producentem płyty był Bob Sargeant. Album zajął 3 pozycję na brytyjskiej liście przebojów.
W wersji CD z 1999 r. (Go Feet) dodano utwór "Too Nice to Talk To", posiada on też alternatywną okładkę.

## Lista utworów

### Str.A
1. "Doors Of Your Heart"	3:48
2. "All Out To Get You"	2:46
3. Monkey Murders	3:12
4. I Am Your Flag	2:56
5. French Toast (Soleil Trop Chaud)	3:31
6. Drowning	3:54

### Str.B
1. Dream Home In NZ	3:12
2. Walk Away	3:12
3. Over And Over	2:41
4. Cheated	3:30
5. Get-A-Job	3:12
6. The Limits We Set	4:16

## Single z albumu
- "Too Nice to Talk To" (1980) UK # 7
- "Drowning"/"All Out To Get You" (1981) UK # 22
- "Doors of Your Heart" (1981) UK # 33

## Muzycy
- Dave Wakeling – gitara, wokal
- Ranking Roger – wokal
- Andy Cox – gitara
- David Steele – bas
- Everett Morton – perkusja
- Saxa – saksofon
- Dave Blockhead – klawiasze
- "Have a Go Bobby" Sargeant – marimba
- Cedric Myton – gościnny wokal w  "Doors of Your Heart"
- Dick – instrumenty perkusyjne
- Saltin – trąbka